# Junction Township (comté de Greene, Iowa)
Junction Township est un township, du comté de Fremont en Iowa, aux États-Unis,.

## Source de la traduction
- (es) Cet article est partiellement ou en totalité issu de l’article de Wikipédia en espagnol intitulé « Municipio de Junction (condado de Greene, Iowa) » (voir la liste des auteurs).